# Anthon Ulrich, Duce de Brunswick-Lüneburg
Anthon Ulrich (4 octombrie 1633 – 27 martie 1714) a fost duce de Brunswick-Lüneburg și a domnit asupra subdiviziunii Wolfenbüttel a ducatului din 1685 până în 1702 împreună cu fratele său, și singur din 1704 până la moartea sa.

## Biografie

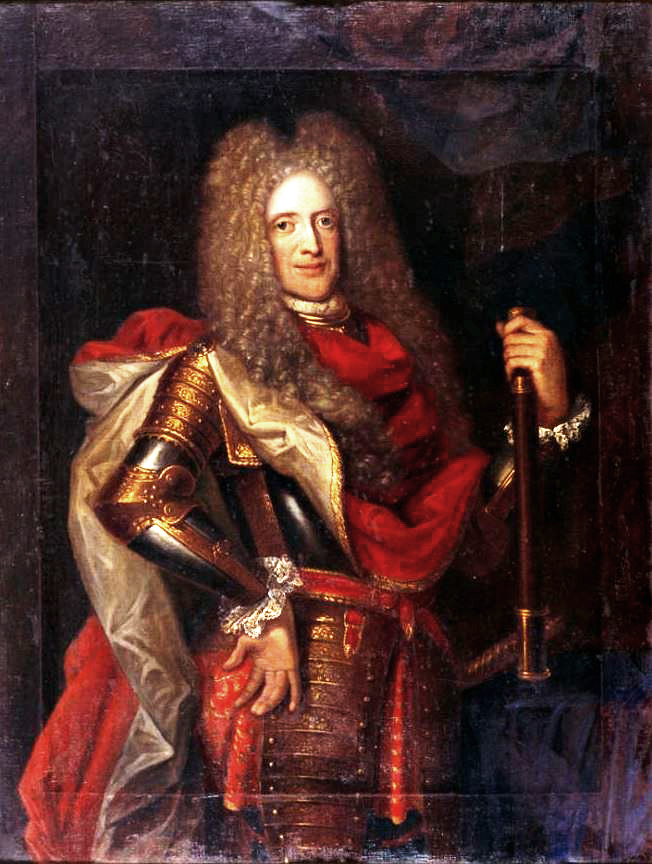
Anthon Ulrich

Anthon Ulrich a fost al doilea fiu al lui August al II-lea de Brunswick-Lüneburg; el a studiat la Universitatea din Helmstedt. După decesul tatălui său în 1666, fratele mai mare, Rudolf August, a devenit duce. În 1685, Rudolf l-a făcut pe Anton Ulrich co-regent cu drepturi egale. Rudolf August nu prea era interesat de guvernare și a lăsat cele mai multe decizii în mâinile fratelui său.
În timp ce Hanovra și Lüneburg s-au situat de partea împăratului Leopold I în Războiul Succesiunii Spaniole, Anthon Ulrich a decis să intre într-o alianță cu Franța. Ca urmare, Hanovra și Lüneburg au invadat Principatul de Wolfenbüttel în martie 1702; Anthon Ulrich a fost aproape capturat în timp ce călătorea din Wolfenbüttel la Braunschweig. Din ordinul împăratului, Anthon Ulrich a fost detronat ca duce împotriva protestelor fratelui său și Rudolf Augustu a rămas singurul conducător, în timp ce Anthon Ulrich a plecat în Saxa-Gotha. În aprilie 1702, Rudolf Augustu a semnat un tratat cu Hanovra și Lüneburg la care mai târziu Anthon Ulrich a aderat și el.
După moartea fratelui său în 1704, Anthon Ulrich a preluat din nou guvernarea. El a continuat să stabilească diferite dispute cu Hanovra, până s-a ajuns la un acord final între cele două principate surori în 1706.
În 1709, Anthon Ulrich s-a convertit la romano-catolicism însă a garantat supușilor săi că acest lucru nu va influența guvernarea sa. A murit la Schloss Salzdahlum, pe care el l-a construit în 1714, și a fost succedat de fiul său cel mare, August Wilhelm.

## Copii
Anthon Ulrich s-a căsătorit cu Elizabeth Juliana, fiica lui Frederick, Duce de Schleswig-Holstein-Sønderburg-Nordborg, în 1656. Ei au avut următorii copii care au atins vârsta adultă:
- augustus Frederick (1657–1676)
- Elizabeth Eleanore Sophie (1658–1729), căsătorită cu Johann Georg, Duce de Mecklenburg-Mirow și Bernhard I, Duce de Saxa-Meiningen
- Anne Sophie (1659–1742), căsătorită cu Karl Gustav de Baden-Durlach
- Augustu Wilhelm (1662–1731), Duce de Brunswick-Lüneburg
- Augusta Dorothea (1666–1751), căsătorită cu Anton Günther II, Conte de Schwarzburg-Sondershausen-Arnstadt
- Henrietta Christine (1669–1753), stareță de Gandersheim
- Ludwig Rudolf (1671–1735)